# Kańczuga (województwo małopolskie)
Kańczuga – wieś w Polsce położona w województwie małopolskim, w powiecie oświęcimskim, w gminie Kęty. Znajduje się w granicach sołectwa Bielany.
Dawniej samodzielna wieś, wzmiankowana po raz pierwszy w 1381 w dokumencie wymieniającym właściciela wsi: Oświęcinika z Canczuc. W dokumencie sprzedaży księstwa oświęcimskiego Koronie Polskiej przez Jana IV oświęcimskiego wystawionym 21 lutego 1457 miejscowość wymieniona została jako Czaczuga Jeden z późniejszych właścicieli wsi, Stanisław Jordan Malecki z Zakliczyna pod koniec XVI wieku otrzymał kilka przywileji, dzięki którym mógł tu założyć nowe miasto, czego jednak nie zrobił.
W latach 1975–1998 miejscowość należała administracyjnie do województwa bielskiego.